# Selfa Grzejnictwo Elektryczne
Selfa Grzejnictwo Elektryczne S.A. (Selfa GE S.A.) – polski producent elementów grzejnych, grzałek rurkowych, silikonowych, opaskowych, osprzętu sterującego oraz modułów fotowoltaicznych.
Początki firmy sięgają 1932 r. Produkowała również elementy dla elektrowni atomowych. Firma należała do zjednoczenia Predom. Przedsiębiorstwo eksportuje produkty do Szwecji, Niemiec, Rosji, Francji, Portugalii, Danii, Słowacji, Białorusi, Ukrainy i Litwy.